# Де Пап, Сезар
Сезар де Пап (12 июля 1841, Остенде, Бельгия — 19 декабря 1890, Канн, Франция) — бельгийский врач и политик, социалист и синдикалист, деятель рабочего движения, публицист.

## Биография
Среднее образование получил в колледже св. Михаила в Брюсселе, затем поступил на юридический факультет Брюссельского свободного университета изучать право. После смерти отца был вынужден прервать обучение до получения степени и поступить на работу в типографию. Через несколько лет смог вернуться к занятиям, однако не вернулся на юридический факультет, а поступил на медицинский факультет Брюссельского свободного университета, получил по окончании степень доктора медицины и работал врачом в Брюсселе; известно, что он бесплатно лечил множество бедных пациентов.
С юности был сторонником анархистских идей Пьера Жозефа Прудона; В 1859 и 1860 годах был одним из основателей и лидеров демократических обществ «Солидер» и «Пёпль», сотрудничал в ряде бельгийских газет, в 1863 году объявил себя анархистом и антикапиталистом. В 1865 году принял участие в основании Первого интернационала, активно выступал на нём с различными докладами; сперва был прудонистом, но скоро стал одним из главных провозвестников марксизма и основателей социал-демократии в Бельгии. В 1868 году со своими сторонниками одержал победу в спорах с прудонистами Анри Толена на Брюссельской конференции. После раскола 1872 года сначала примкнул к антимарксистам, но после дебатов с анархистами из Юры стал сторонником «рабочего государства» и социальной защиты населения. Выступал в поддержку профсоюзного движения, но отвергал идею вооружённой пролетарской революции, считая, что рабочие должны добиваться своих прав мирным и эволюционным путём. В 1877 году стал одним из основателей социалистической партии в Брабанте; через два года предпринял попытку объединить в рамках единой партии бельгийских анархистов и марксистов, но потерпел неудачу. В 1885 году был в числе основателей Бельгийской рабочей партии. В 1887 году его усилиями в Брюсселе была открыта первая в Бельгии светская школа для медсестёр. Умер от туберкулёза, похоронен на кладбище в Эвере, Брюссель.
Написал множество брошюр; сотрудничал во французских и фламандских социалистических журналах. В частности, в конце 1877 года стал одним из основателей в Швейцарии социалистического издания «Le Socialisme progressif» (с 7 января по 30 ноября 1878 года было выпущено 23 номера). Был известен как фламандский националист, боровшийся за введение фламандского языка в судопроизводство и образование. В последние годы жизни выступал сторонником всеобщего избирательного права.